# Испытание на прямой сдвиг
Испытание на прямой сдвиг — лабораторное/полевое испытание, используемоегеотехниками для измерения прочности на сдвиг грунта.
Испытания на прямой сдвиг широкое понятие включающее в себя несколько видов тестов, проводимых как в полевых так и в лабораторных условиях, по стандартам разных стран.
Стандарты США и Великобритании, определяющие, как должно проводиться испытание, — это ASTM D 3080, AASHTO T236 и BS 1377-7:1990 соответственно.

## Понятие сопротивления скольжению грунтов
Понятие сопротивления скольжению грунтов можно разделить на 4 части: 
1. сопротивление сдвигу крупнозернистых грунтов типа песчано-гравийных с дренажем, не зависящее от времени;
2. сопротивление скольжению очень мягких связных грунтов в недренированных условиях;
3. сопротивление сдвигу мелкозернистых, глинистых грунтов с дренированием за счет достаточно медленной скорости смещения, допускающей дренирование при сдвиге;
4. длительное или осушенное постоянное сопротивление сдвигу грунтов, требующих больших смещений и медленных скоростей смещений, таких как переуплотненные глины.

## Метод одноплоскостного среза (1846)
В России одним из методов испытания на прямой сдвиг является метод одноплоскостного среза (англ. Direct Shear Test), проводимый лабораторно и известный с 1846 года.
Угол внутреннего трения φ и удельное сцепление с, МПа, вычисляют по формулам п. 9.3. ГОСТ 12248.1-2020, полученным обработкой экспериментальных точек τ=f(σ) методом наименьших квадратов, или определяют по графику τ=f(σ), проводя прямую наилучшего приближения к экспериментальным точкам. Согласно российскому ГОСТ испытание проводят минимум на 3 образцах из относительно ненарушенной пробы грунта. В ходе вычислений на практике могут использовать данные двух испытаний (получены экспериментально) и ввиду отсутствия возможности проведения третьего испытания наносят 3-ю точку графическим способом на линии.
Образец помещается в коробку для сдвига, в которой есть два сложенных кольца для удержания образца; контакт между двумя кольцами находится примерно на середине высоты образца. Ограничивающее напряжение прикладывается к образцу вертикально, а верхнее кольцо растягивается в поперечном направлении до тех пор, пока образец не разрушится или не превысит заданную деформацию . Приложенная нагрузка и вызванная деформация регистрируются через частые промежутки времени, чтобы определить кривую напряжения-деформации для каждого ограничивающего напряжения. Несколько образцов испытывают при различных ограничивающих напряжениях для определения параметров прочности на сдвиг, сцепления грунта (с) и угла внутреннего трения, обычно известного как угол трения ({\displaystyle \phi }). Результаты испытаний на каждом образце наносят на график с пиковым (или остаточным) напряжением по оси ординат и ограничивающим напряжением по оси абсцисс. Y-пересечение кривой, которая соответствует результатам испытаний, представляет собой сцепление, а наклон линии или кривой представляет собой угол трения.
Испытания на прямой сдвиг можно проводить при нескольких условиях. Образец обычно насыщается перед проведением испытания, но его можно провести при содержании влаги на месте. Скорость деформации можно варьировать, чтобы создать тест в недренированных или дренированных условиях, в зависимости от того, достаточно ли медленно применяется деформация для воды в образце, чтобы предотвратить повышение давления поровой воды. Для проведения испытания требуется машина для испытания на прямой сдвиг. Испытание с использованием машины прямого сдвига определяет общую прочность осушенного материала грунта на сдвиг при прямом сдвиге.
Преимущества прямого испытания на сдвиг по сравнению с другими испытаниями на сдвиг заключаются в простоте установки и используемого оборудования, а также в возможности проведения испытаний в различных условиях насыщения, дренирования и консолидации. Эти преимущества необходимо сопоставить со сложностью измерения порового давления воды при испытаниях в недренированных условиях и возможными ложно высокими результатами, вызванными принудительным возникновением плоскости разрушения в определенном месте.
Испытательное оборудование и процедуры немного отличаются для испытания несплошностей.

## Другие методы, с помощью которых возможно определение свойств прочности на сдвиг грунта
1. Лабораторные
  1. Испытание на неограниченное сжатие (англ. Unconfined Compression Test)[5] известен с 16 века
  2. Трехосные испытания грунта (англ. Triaxial shear test)[6](1930)
  3. Испытание полых цилиндрических образцов на сдвиг при кручении (1965) (англ. torsional shear test,[7] тур. İçi boş silindirik örnekler üzerinde burulmalı kesme deneyi)
  4. Метод вращательного среза лабораторный (англ. Laboratory Vane Test)[8](1948)
  5. Испытание на кольцевой сдвиг (англ. Ring Shear Test)[9](1971)
2. Полевые
  1. Метод вращательного среза (общеупотребительное крыльчатка)
  2. Автоматизированное испытание на сдвиг в скважине (англ. Automated Borehole Shear Test)[10]
  3. Стандартное испытание грунта на пенетрацию (англ. Standard Penetration Test (SPT))[11]
  4. Конусный пенетрометр (англ. S-CPTu Test)[12]